# Hultesjön, Dalsland
Hultesjön är en sjö i Färgelanda kommun i Dalsland och ingår i Örekilsälvens huvudavrinningsområde. Sjön har en area på 0,214 kvadratkilometer och ligger 121,4 meter över havet. Sjön avvattnas av vattendraget Hultesjöbäcken.

## Delavrinningsområde
Hultesjön ingår i det delavrinningsområde (650185-127386) som SMHI kallar för Vid mätstation Sqvala. Medelhöjden är 128 meter över havet och ytan är 1,16 kvadratkilometer. Det finns inga avrinningsområden uppströms utan avrinningsområdet är högsta punkten. Hultesjöbäcken som avvattnar avrinningsområdet har biflödesordning 3, vilket innebär att vattnet flödar genom totalt 3 vattendrag innan det når havet efter 41 kilometer. Avrinningsområdet består mestadels av skog (75 procent). Avrinningsområdet har 0,22 kvadratkilometer vattenytor vilket ger det en sjöprocent på 18,6 procent.